# オルジェー・シロップ

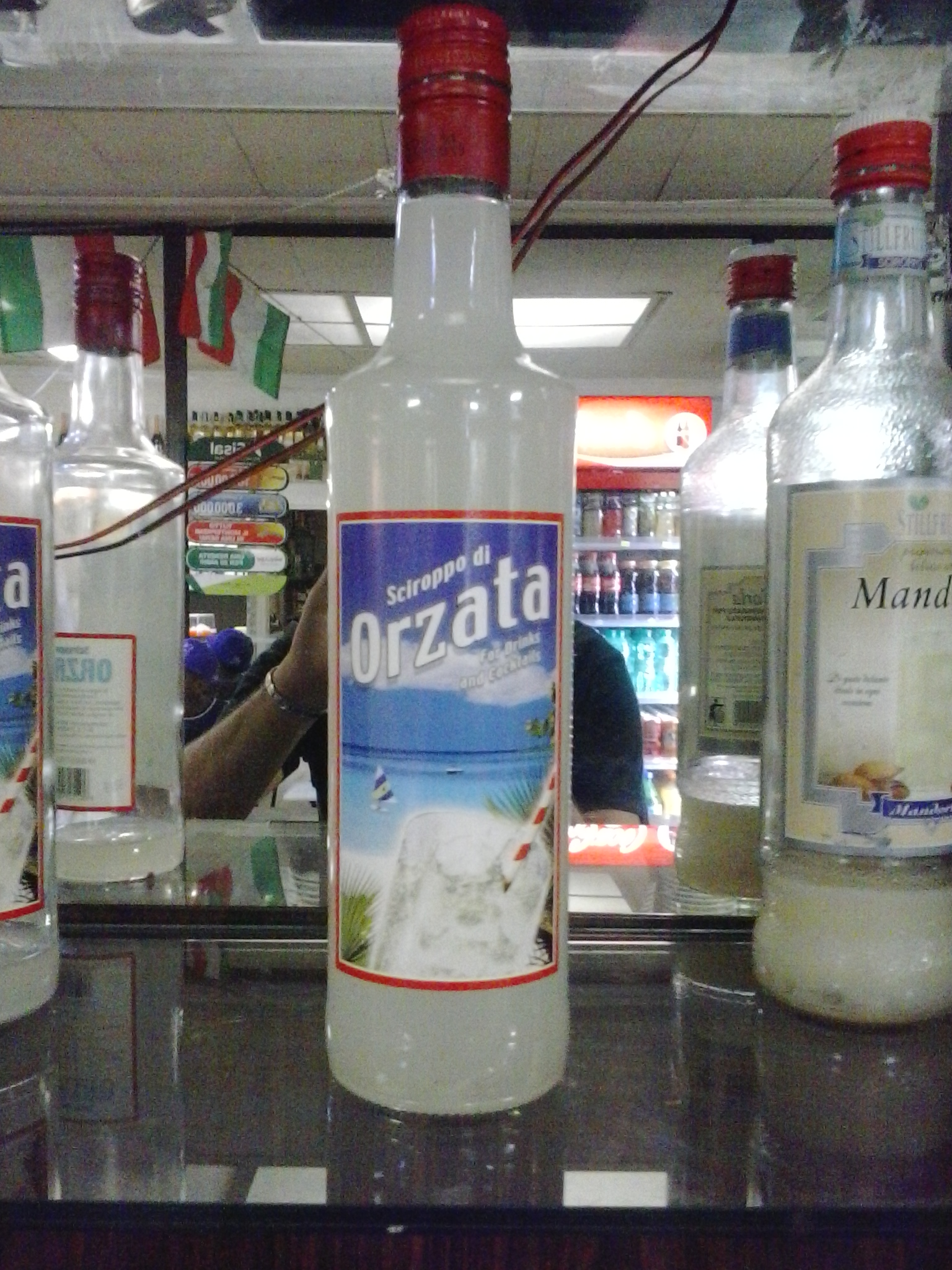
イタリアのオルジェー・シロップボトル

オルジェー・シロップ（英：Orgeat syrup）は、アーモンドと砂糖、バラ水もしくはオレンジ花水から作られる甘いシロップ。元々は大麦とアーモンドをブレンドさせて作っていた。アーモンドの風味が際立ち、多くのカクテルのフレーバーに使用されている。また、マイタイなどのティキドリンクの材料の一つとしても重宝されている。

## 語源
「orgeat」（[ɔːrˈʒɑː, ˈɔːrdʒiət]、オルジェー）との語は、ラテン語で「大麦で作られた」を意味する「hordeaceus」から由来しており、これは大麦を「orge」と呼ぶフランス語と通ずる。

## 他地域では

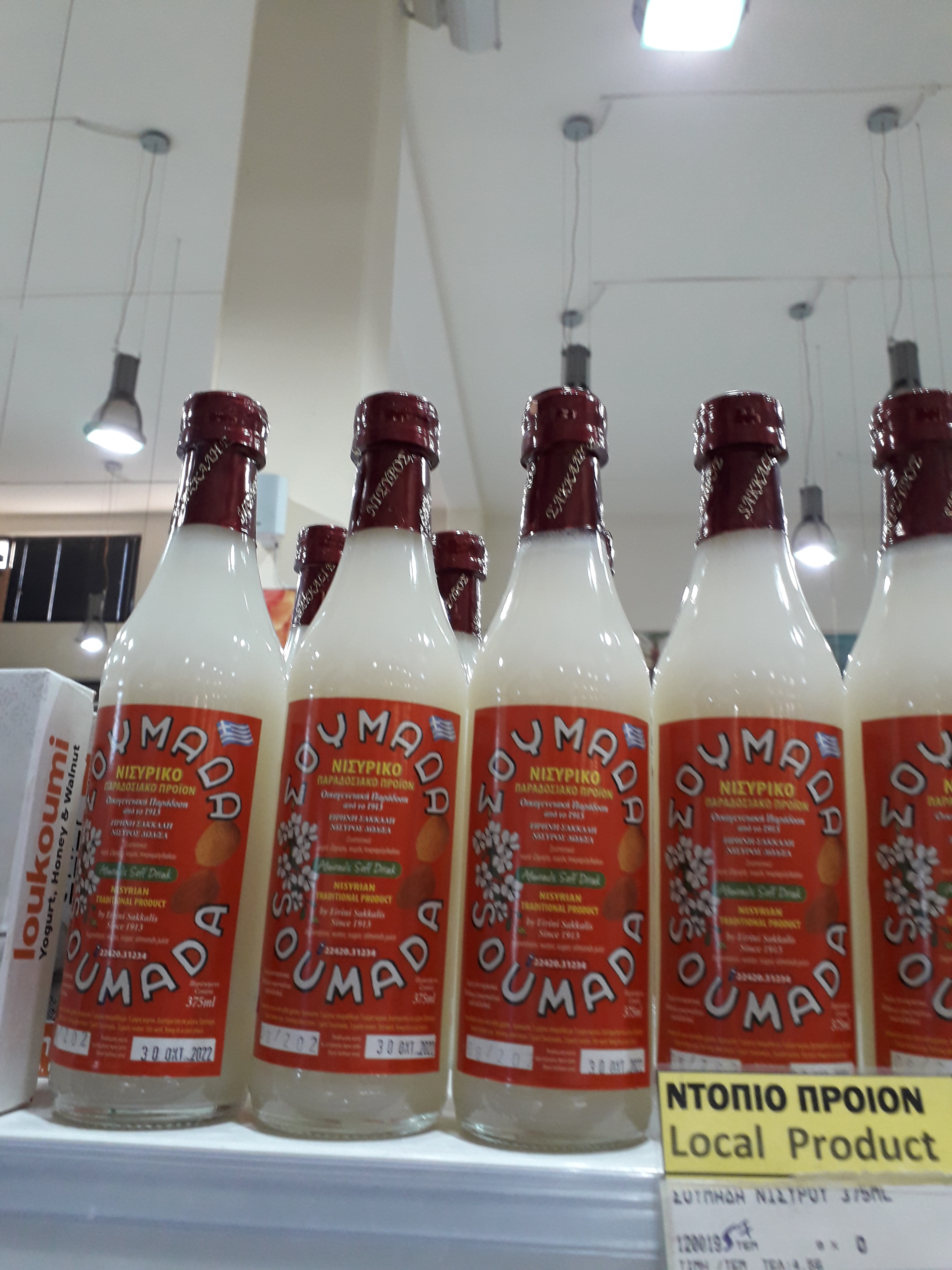
スマダのボトル

チュニジアとリビアにはその亜種があり、rozataという。白色とフレッシュな風味から喜びと純潔の象徴とされて、一般に結婚式や婚約パーティで冷やした状態で供される。そのフレーバーの種類は多く、伝統的なアーモンドからバナナやマンゴー、ピスタチオなどがある。また、スリナムにはorgeadeと呼ばれる、砂糖と甘くて苦いアーモンドを使ったシロップがある。
マルタのruġġataはアーモンドとバニラエッセンスから作られ、またシナモンやクローブが使われることもある。キプロスおよびギリシャのヒオス島・ニシロス島では、同様のシロップ「スマダ」（soumádha、ギリシア語: σουμάδα）が知られている。スマダはキプロスにおいて少なくともローマ時代にまで遡ることができ、1364年にポーランドで開かれたクラクフ会議では、キプロス王ピーター1世がポーランド王カジミェシュ3世に異国の珍味として贈呈している。 